# 43 (numero)
Quarantatré (cf. latino quadraginta tres, greco τρεῖς καὶ τεσσαράκοντα) è il numero naturale che segue 42 e precede 44.

## Proprietà matematiche
- È un numero dispari.
- È un numero difettivo.
- È il quattordicesimo numero primo, dopo il 41 e prima del 47.
- È un numero primo troncabile a sinistra.
- È un numero ettagonale centrato.
- L'intero negativo -43 è un numero di Heegner.
- È parte della terna pitagorica (43, 924, 925).
- È un numero a cifra ripetuta nel sistema di numerazione posizionale a base 6 (111).
- È un numero fortunato.
- È un numero di Wagstaff.
- È un numero intero privo di quadrati.
- È un numero malvagio.

## Astronomia
- 43P/Wolf-Harrington è una cometa periodica del sistema solare.
- 43 Ariadne è un asteroide della fascia principale del sistema solare.
- NGC 43 è una galassia lenticolare della costellazione di Andromeda.

## Astronautica
- Cosmos 43 è un satellite artificiale russo.

## Chimica
- È il numero atomico del Tecnezio (Tc).

## Simbologia
- Nella Simbologia il numero 43 simboleggia la distruzione, il caos.

### Smorfia
- Nella smorfia il numero 43 è la donna al balcone.